# 마오쩌민
마오쩌민(중국어 간체자: 毛泽民, 정체자: 毛澤民, 병음: Máo Zémín, 1896년 4월 3일 ~ 1943년 9월 27일)은 마오쩌둥의 동생으로 자는 룬롄(潤蓮)이며 후난성 샹탄시 샹탄현 출신이다.

## 생애
1922년 10월에 중국 공산당에 입당했으며 이전에는 안위안(安源) 탄광 노동자들의 파업 현장에서 노동 운동에 참여했다. 1925년에는 중국 공산당 중앙출판발행부 경리로 임명되었고 1931년에 장시성 루이진시에서 민월공(閩粵贛, 푸젠성-광둥성-장시성) 군구 경제부장으로 취임했다. 마오쩌둥이 주도한 중화소비에트공화국 수립 과정에 참여했고 1931년 11월에는 마오쩌둥에 의해 중화소비에트국가은행의 총재로 임명되었다.
1934년 10월에는 홍군이 주도한 장정에 가담했고 1936년 2월에는 중화소비에트 공농민주정부 국민경제부장으로 임명되었다. 1938년 2월에는 신장성 디화시(현재의 신장 위구르 자치구 우루무치시)로 파견되어 "저우빈"(周彬)이라는 가명을 사용했다. 신장성의 주요 관직을 역임하면서 신장성의 경제 개혁 정책을 시행했다. 1939년 6월에는 질병 치료를 위해 소련 모스크바로 떠났고 1940년 1월에는 모스크바에서 열린 코민테른 회의에 참석했다.
1942년 9월 17일에 반소련·반공주의 정책을 지지했던 신장성의 군벌 지도자인 성스차이에 의해 체포되었다. 성스차이는 마오쩌민에게 공산주의 사상을 포기할 것을 요구했으나 마오쩌민은 이를 거절했다. 결국 마오쩌민은 1943년 9월 27일에 신장성 디화시에서 처형당했다.